# Asalto del Hospital Nasser
El asalto del Hospital Nasser fue el asedio y posterior asalto del Hospital Nasser llevado a cabo por las Fuerzas de Defensa de Israel (FDI), durante la guerra entre Israel y Gaza. Dicho asedio creó una grave escasez de alimentos, anestesia y analgésicos. Además hubo informes de francotiradores israelíes atacando a personas fuera del hospital. A pesar de los llamados internacionales a la moderación, las FDI ordenaron la evacuación de las personas desplazadas dentro del hospital el 13 de febrero de 2024. El 15 de febrero, soldados israelíes asaltaron el hospital. El hospital quedó completamente inoperativo en marzo de 2024.

## Antecedentes
El Hospital Nasser fue atacado varias veces durante la guerra entre Israel y Gaza antes del inicio del asedio. Un tiroteo israelí en la sala de maternidad del hospital el 17 de diciembre de 2023 mató a una niña e hirió a otras tres. La niña de 13 años, Donia Abu Mohse, había sufrido una amputación debido a un ataque aéreo israelí anterior que había matado a toda su familia.
A finales de diciembre de 2023, Richard Peeperkorn, representante de la Organización Mundial de la Salud (OMS), afirmó que 4000 desplazados internos estaban en riesgo mientras el ejército israelí llevaba a cabo operaciones militares en el hospital. NBC News ha estado siguiendo a un médico en el hospital desde diciembre de 2023 y documentando su trabajo con los pacientes. A finales de enero de 2024, solo quedaban cinco médicos en el hospital; los demás habían huido o habían sido asesinados. Un médico del hospital dijo a los periodistas que el hospital estaba lleno de pacientes y que el personal estaba sobrecargado de trabajo; «No podemos hacer visitas a los pacientes. No podemos movernos entre camas».
Según el portavoz principal de las FDI, el contralmirante Daniel Hagari, la decisión de atacar las instalaciones se basó en interrogatorios de militantes que habían sido arrestados o rendidos en la zona y en rehenes liberados. Supuestamente, la información llevó a las FDI a creer que anteriormente se habían retenido rehenes israelíes en las instalaciones. Una rehén liberada, Aloni Cunio, había planteado acusaciones de que ella, sus hijos y docenas de otros rehenes estaban retenidos en el hospital, durante una entrevista con CNN a mediados de enero. Sin embargo, CNN no ha podido verificar esta información de forma independiente y Hamás rápidamente emitió un desmentido. El 14 de febrero, las FDI declararon que el Hospital Nasser estaba siendo utilizado para mantener rehenes israelíes.

## Sitio
A principios de 2024, a medida que las fuerzas israelíes avanzaban más hacia el sur de la Franja de Gaza, se intensificaron los bombardeos en las zonas cercanas al hospital. Esto generó preocupaciones de que el hospital pudiera verse obligado a cerrar. Un médico del hospital afirmó que el hospital estaba rodeado de tanques, excavadoras, cuadricópteros y francotiradores israelíes. El 26 de enero de 2024, el Ministerio de Salud declaró que el hospital Nasser se había quedado sin alimentos, anestésicos y analgésicos debido al asedio israelí y afirmó: «Hay 150 trabajadores sanitarios, 350 pacientes y cientos de familias desplazadas en el Complejo Médico Nasser en condiciones catastróficas de hambre, ataques y falta de tratamiento». El 27 de enero, Hani Mahmoud, periodista de Al Jazeera, afirmó que la gente que se encontraba en el hospital estaba experimentando «exactamente lo que pasó... cuando las instalaciones más grandes como el Hospital Al-Shifa y el Hospital Indonesio fueron atacadas». Desde finales de enero de 2024 el hospital no ha podido enviar pacientes a otros hospitales por falta de recursos, lo que provocó que algunos médicos del hospital utilizaran WhatsApp para pedir información a los especialistas.
El 7 de febrero, un francotirador israelí mató a una mujer de 40 años frente al hospital. El 8 de febrero un médico resultó herido de bala mientras trabajaba en el quirófano. Además, un ataque con drones mató a una persona e hirió a varias más ese mismo día. Los paramédicos no pudieron salir del hospital debido a los francotiradores israelíes. El 9 de febrero, francotiradores israelíes en el exterior del hospital disparaban contra «todos los objetos en movimiento». Un incidente grabado y difundido en línea mostró a una doctora arriesgando su vida para salvar a un joven herido por francotiradores israelíes en la puerta del hospital.
Médicos Sin Fronteras declaró el 10 de febrero que las fuerzas israelíes estaban disparando contra personas dentro del hospital. Fuego de artillería y de tanques israelíes alcanzó el piso superior del hospital. Un francotirador israelí mató a un hombre el 11 de febrero en el recinto del hospital y francotiradores israelíes mataron a siete personas que se encontraban en el hospital el 12 de febrero.

## Evacuación
El 13 de febrero, las FDI ordenaron a las personas desplazadas que se encontraban refugiadas dentro del complejo que evacuaran el hospital.  Ese mismo día, francotiradores israelíes mataron a tres personas en el interior del hospital. El Ministerio de Salud de Gaza declaró: «a los desplazados les disparan mientras se marchaban, y hay personas muertas o heridas». Debido a que el hospital se había quedado sin combustible para su generador, las aguas residuales inundaron partes del hospital. Una farmacéutica que trabajaba en el hospital habló de la evacuación a la BBC árabe y afirmó que tan pronto como salió del hospital y llegó a un puesto de control, todo el centro fue rodeado por perros policía y muchas personas fueron arrestadas en el puesto de control. Según un cirujano del centro, al menos ocho personas que intentaban evacuar ese día sufrieron disparos, y entre los heridos se encontraba un joven de 16 años que recibió al menos cuatro disparos en la puerta del hospital.
La Oficina de Naciones Unidas para la Coordinación de Asuntos Humanitarios (OCHA) informó que los cuerpos de las personas asesinadas habían estado afuera del hospital durante varios días debido al peligro que representaban los francotiradores israelíes. El 14 de febrero, los soldados israelíes continuaban disparando contra las instalaciones médicas. El Ministerio de Salud informó que 273 pacientes no podían moverse y 327 acompañantes aún permanecían en el hospital. Un civil afirmó que muchos de los que habían intentado salir el 14 de febrero fueron atacados a tiros y obligados a regresar al hospital, afirmó que las FDI habían prometido un paso seguro, pero cuando intentó salir, tropas israelíes en una excavadora y un tanque se le acercaron y lo retuvieron durante cuatro horas. Un médico del centro dijo a sus colegas en el Reino Unido que todos los que estaban en el hospital vivían con miedo y ansiedad mientras intentaban evacuar a los que se refugiaban en el hospital. Hizo referencia a muchos civiles que habían sido tiroteados por francotiradores israelíes, la mayoría dentro de los terrenos del hospital.
Según The Intercept, los soldados israelíes obligaron a un joven palestino, esposado con bridas, a advertir a los desplazados que evacuaran el hospital, y luego dispararon y mataron al joven después de haber entregado el mensaje. Las FDI instalaron cámaras de reconocimiento facial para escanear a las personas que evacuaron el hospital. Además las FDI destruyeron la puerta de salida norte del hospital y la bloquearon con arena y escombros. Médicos Sin Fronteras afirmó que los desplazados tenían la opción entre quedarse para «convertirse en un objetivo potencial» o huir «hacia un paisaje apocalíptico». Las FDI dieron a los refugiados hasta las 7 de la mañana del 15 de febrero para evacuar el hospital, mientras disparaban dentro de las instalaciones con francotiradores y tanques.

## Asalto
El 14 de febrero, las FDI declararon que el Hospital Nasser estaba siendo utilizado para retener a rehenes israelíes. Los soldados israelíes asaltaron al hospital el 15 de febrero de 2024.  Los soldados entraron desde el sur, destruyeron las tiendas de campaña de los desplazados y demolieron una fosa común con Bulldozer —El 7 de marzo, Israel devolvió los cadáveres de 47 personas cuyos cuerpos habían sido desenterrados de la fosa—.Según afirmó posteriormente Israel examinó unos 400 cadáveres en busca de rehenes israelíes. Un superviviente del ataque declaró: «Destruyeron las paredes que nos rodeaban, así como la habitación del médico. Nos ordenaron que nos fuéramos y nos dispararon, lanzaron bombas y cohetes sobre nuestras cabezas desde arriba». Un vídeo verificado del ataque mostraba a los tanques israelíes entrando en el recinto del hospital. Después las fuerzas israelíes asaltaron la sala de maternidad y destruyeron dos ambulancias; Un miembro del personal de Médicos Sin Fronteras se encuentra desaparecido y Al Jazeera informó que los civiles fueron atacados tanto dentro como fuera del hospital cuando intentaban huir. Después de pasar un puesto de control israelí, los desplazados y los pacientes que evacuaban el hospital fueron heridos a tiros por un cuadricóptero de las FDI. Se informaron de detenciones masivas y se utilizaron drones de ataque para seguir y disparar a las mujeres y a los niños.
Médicos Sin Fronteras pidió el fin inmediato del ataque, afirmando que los militares habían creado «una situación caótica, con un número indeterminado de personas muertas y heridas». El Ministerio de Salud de Gaza afirmó que 95 médicos, 191 pacientes y 165 personas desplazadas estaban recluidos en un solo edificio.
Tras el asalto del hospital, las FDI reconocieron que no habían encontrado pruebas de que se hubieran retenido rehenes en las instalaciones médicas.Más tarde, la Unidad del Portavoz de las FDI declaró que había encontrado armas, incluidas granadas, cajas de medicamentos con los nombres de los rehenes israelíes, vehículos supuestamente utilizados por miembros de Hamás que participaron en los ataques del 7 de octubre y automóviles de propiedad israelí robados durante lo ataques. Junto con las acusaciones de armas encontradas por las FDI, se publicó una fotografía de baja resolución de las supuestas armas, sin embargo, agencias de noticias como CNN no han podido verificar de forma independiente cuándo y dónde se tomó la foto. Según las FDI, se arrestó a presuntos «miembros de Hamás» que según dijeron se hacían pasar por miembros del personal médico. El 20 de febrero, las FDI declararon que la operación estaba «casi terminada».

## Consecuencias
Cinco pacientes gravemente heridos murieron debido a la falta de oxígeno resultante del asedio israelí al hospital. Tras el asalto, el personal médico, los pacientes y los desplazados fueron detenidos en la sala de maternidad del hospital, donde fueron «interrogados en condiciones duras e inhumanas». El 16 de febrero el Ejército de Israel impidió que un convoy de la Organización Mundial de la Salud (OMS) llegara al hospital con suministros básicos, incluidos alimentos y agua. La OMS declaró: «Estamos intentando conseguir acceso porque las personas que todavía se encuentran en el Complejo Médico Nasser necesitan ayuda». El director del hospital declaró: «Nos vimos obligados a trasladar a todos los pacientes y heridos al antiguo edificio del hospital... Se cortó la electricidad en todo el complejo médico... Estamos indefensos, incapaces de proporcionar ningún tipo de asistencia médica a los pacientes dentro del hospital».
El 16 de febrero, el Ministerio de Salud de Gaza declaró que todo el hospital se encontraba sin electricidad, agua, comida y calefacción. También afirmó que un «gran número» de miembros de personal del hospital y de refugiados habían sido arrestado. Las FDI declararon que habían arrestado a 100 personas. El 18 de febrero, la OMS ayudó a evacuar a catorce pacientes. Ese mismo día, se informó que el hospital estaba «completamente fuera de servicio», y que la OMS ayudó a evacuar a catorce pacientes, dos de los cuales necesitaban ventilación manual continua, después de que se les negara la entrada al hospital durante dos días. mientras que Israel lo ha negado afirmando que el hospital ha recibido ayuda humanitaria que incluye un generador, alimentos, agua y combustible. El Ministerio de Salud afirmó que veinticinco miembros del personal del hospital y 136 pacientes no tenían acceso a electricidad, agua, alimentos ni oxígeno. Dieciocho pacientes más fueron evacuados el 19 de febrero. Aun así la OMS advirtió que unos 200 pacientes seguían aún en el devastado hospital Nasser y que veinte de ellos necesitaban un traslado urgente a otro hospital.
El 20 de febrero, Médicos Sin Fronteras informó que había perdido contacto con su equipo médico en Nasser y pidió la evacuación de los 130 pacientes que aún permanecían en el hospital. La OMS evacuó a otros treinta y dos pacientes en estado crítico. Citando al Ministerio de Salud, la ONUCHA informó que setenta miembros del personal médico habían sido arrestados. El 21 de febrero, los médicos de Nasser describieron la situación allí como «insoportable», sin oxígeno, agua o suministros médicos, mientras las aguas residuales inundaban el departamento de radiología. La Media Luna Roja Palestina evacuó a veintiún pacientes más.
El 22 de febrero, el Ministerio de Salud de Gaza informó de la retirada de las fuerzas de Israel del Complejo Médico Naser, sin embargo, el Ejército israelí impide el acceso al hospital, cuyos pacientes y personal se encuentran sin suministros básicos, como agua, alimentos, electricidad, oxígeno para los enfermos y medicamentos. según denunció el ministerio «Las aguas residuales inundan todos los terrenos del hospital», mientras que «la ocupación sigue impidiendo la reparación de los tanques de agua y de la red de alcantarillado, así como del funcionamiento del generador eléctrico». Ese mismo día, médicos del hospital afirmaron que habían enterrado a un total de trece pacientes que habían muerto por falta de oxígeno. El Ministerio de Salud de Gaza informó que decenas de miembros del personal médico seguían detenidos. 
El 23 de febrero, testigos presenciales declararon que las fuerzas israelíes seguían rodeando el hospital y lo bombardearon repetidamente. Las FDI declararon que sus operaciones habían terminado el 25 de febrero y se retiraron parcialmente del hospital. Sin embargo, al día siguiente continuaron los informes de francotiradores israelíes que «disparaban a cualquier cosa que se moviera» en las proximidades del hospital. El 28 de febrero, uno de los edificios del hospital se incendió tras ser alcanzado por un proyectil de artillería israelí.
Unicef afirmó el 19 de marzo de 2024 que el hospital ya no funcionaba y que no había nadie dentro.

### Denuncias de malos tratos al personal médico
Los colegas de quienes trabajan en el hospital emitieron una declaración a través de Healthcare Workers Watch - Palestina, Gaza Medic Voices y Health Workers 4 Palestina destacando su preocupación porque las FDI habían secuestrado a uno de los cirujanos que había estado publicando sobre el asedio y la incursión, después de que había estado fuera de comunicación durante días.
CNN describió a los médicos obligados a quedarse en ropa interior y a los testigos que dijeron: «Si no traen comida y agua, moriremos». El 12 de marzo de 2024, la BBC publicó un informe en el que el personal médico del hospital afirmaba haber sido «humillado, golpeado, rociado con agua fría y obligado a arrodillarse en posiciones incómodas durante horas» por las FDI. El informe también contenía imágenes de tropas israelíes deteniendo a varios hombres que habían sido obligados a quitarse las batas médicas hasta quedar en ropa interior y arrodillarse frente al hospital.

### Fosas comunes
El 21 de abril, después de la retirada de las tropas israelíes de la localidad de Jan Yunis, la cadena catarí Al Jazeera informó que se habían recuperado cerca de 200 cadáveres enterrados en un fosa común por el ejército israelí en los alrededores del Hospital Nasser —posteriormente esa cifra aumentó hasta los 300 cuerpos—. Entre los fallecidos hay mujeres ancianas, niños y hombres jóvenes. El informe añadía que aún no se conoce las identidades de los fallecidos encontrados en la fosa común, y no está claro cuándo murieron, también afirmaba que algunos de los fallecidos se habían encontrado atados de pies y manos.
El 23 de abril, el Alto Comisionado de Naciones Unidas para los Derechos Humanos, Volker Türk, afirmó sentirse horrorizado por las informaciones sobre el hallazgo de más de 280 cadáveres en una fosa común en los terrenos del hospital y reclamó una investigación «independiente, efectiva y transparente» y que «dado el clima de impunidad existente, debe incluir investigadores internacionales». También afirmó sentirse «horrorizado» por la destrucción causada por el asalto israelí contra las instalaciones médicas y añadió que «Los hospitales cuentan con una protección muy especial bajo el Derecho Internacional Humanitario». Un portavoz del Alto Comisionado de las Naciones Unidas para los Derechos Humanos declaró: «Algunos de ellos tenían las manos atadas, lo que por supuesto indica graves violaciones del derecho internacional de los derechos humanos y del derecho internacional humanitario».
El jueves 25 de abril, las autoridades gazatíes cifraron en 392 los cadáveres exhumados en fosas encontradas en los alrededores del hospital, incluidos los de mujeres, niños y ancianos. Muchos de los cadáveres mostraban evidentes signos de tortura, con las manos atadas a la espalda y víctimas de ejecuciones sumarias. Mohamed Mughier, miembro de la Defensa Civil, confirmó la presencia de cadáveres de niños en las fosas y habló de «crímenes contra la humanidad». Por su parte el Ejército de Israel calificó estas acusaciones de «completamente infundadas».
Según afirmó Mohammed Mughier, miembro de la defensa civil. Diez de los cuerpos fueron encontrados con las manos atadas, mientras que otros todavía tenían tubos médicos conectados, lo que indica que podrían haber sido enterrados vivos y que «Necesitamos un examen forense de aproximadamente 20 cadáveres de personas que creemos que fueron enterradas vivas». Yamen Abu Sulaiman, jefe del departamento de defensa civil de Jan Yunis, dijo que se encontraron tres fosas comunes separadas en las instalaciones del hospital: una detrás de la morgue, otra frente a la morgue y otra cerca del edificio de diálisis. Sólo 65 cuerpos han sido identificados por los familiares de 392 recuperados debido a descomposición, mutilación y tortura, u otras dificultades y que los cuerpos estaban «apilados» y mostraban indicios de que se habían llevado a cabo ejecuciones sumarias.

## Reacciones
Antes de la incursión de Israel, la Organización Mundial de la Salud declaró: «No podemos perder ese hospital... ese hospital es de importancia crítica». Después del asalto, la Oficina de Medios de Gaza calificó el ataque israelí al hospital como un «crimen de guerra flagrante» y declaró: «Hacemos plenamente responsables a la ocupación israelí, a la comunidad internacional y a los Estados Unidos».Christopher Lockyear, secretario general de Médicos Sin Fronteras, afirmó que la situación en Nasser era «caótica y catastrófica». El 16 de febrero, la OMS declaró: «Los informes sobre el traslado forzoso de muchos pacientes a un edificio diferente son muy preocupantes».
James Smith, un médico británico que anteriormente trabajó en Gaza, afirmó: «Es un completo abandono de las normas que guían la conducta durante un conflicto armado. Estamos escuchando informes de pacientes asesinados en sus camas de hospital, artillería disparando directamente contra el hospital, pacientes muertos porque se cortó la electricidad». El doctor canadiense Tarek Loubani declaró: «Los pacientes, los médicos, el personal y los refugiados que se encuentran dentro... corren un grave peligro de ser arrestados, torturados y asesinados». Un médico que evacuó el hospital declaró: «Les pregunto a los líderes de este mundo... ¿Ver este verdadero genocidio sucediendo frente a sus ojos y nada – sólo silencio?».
Los colegas de quienes trabajan en el hospital emitieron una declaración a través de Healthcare Workers Watch - Palestina, Gaza Medic Voices y Health Workers 4 Palestina destacando su preocupación porque las FDI habían secuestrado a uno de los cirujanos que había estado publicando sobre el asedio y la incursión, después de que había estado fuera de comunicación durante días.
Las Fuerzas de Defensa de Israel han rechazado las acusaciones de que habían dañado intencionalmente los sistemas operativos del hospital y afirmaron que, en cambio, el corte de energía había sido causado por un mal funcionamiento del generador y que todos los sistemas vitales seguían funcionando gracias a una fuente de energía de respaldo. También plantearon afirmaciones de que las FDI habían proporcionado al hospital un generador alternativo, alimentos para bebés, agua y combustible diésel después del ataque. CNN, sin embargo, describieron a los médicos obligados a desnudarse hasta quedar en ropa interior y a los testigos que dijeron: «Si no traen comida y agua, moriremos». Las afirmaciones de Israel también fueron directamente negadas por el secretario general de la Organización Mundial de la Salud, Tedros Adhanom Ghebreyesus, quien afirmó: «El hospital sigue experimentando una grave escasez de alimentos, suministros médicos básicos y oxígeno. No hay agua corriente ni electricidad».
El 21 de febrero, un alto funcionario de la ONUCHA declaró: «Hay cadáveres en los pasillos. Los pacientes se encuentran en una situación desesperada. Esto se ha convertido en un lugar de muerte, no de curación. Esta es una tragedia evitable que no debería haber ocurrido».
El 20 de abril la ONU denunció la destrucción «intencionada» de equipos médicos en hospitales y maternidades de Gaza. En el hospital Naser una misión de investigación de la ONU describió la situación en el hospital: «Lo que vemos allí es equipo médico roto a propósito; ecógrafos (...) con cables que han sido cortados y otros equipos médicos complejos con las pantallas destrozadas» y señaló que hubo una «destrucción intencionada y gratuita en la maternidad».

## Convenio de Ginebra
| Artículo 19 - Protección de unidades y establecimientos sanitarios |
| --- |
| Los establecimientos fijos y las unidades sanitarias móviles del Servicio de Sanidad no podrán, en ningún caso, ser objeto de ataques, sino que serán en todo tiempo respetados y protegidos por las Partes en conflicto. |
| Artículo 22 - Condiciones que no privan a las unidades y los establecimientos sanitarios de protección |
| No se considerará que priva a una unidad o a un establecimiento sanitario de la protección garantizada en el artículo 19: 1. el hecho de que el personal de la unidad o del establecimiento esté armado y utilice sus armas para la propia defensa o la de sus heridos y enfermos; 2. el hecho de que, por falta de enfermeros armados, la unidad o el establecimiento esté custodiado por un piquete o por centinelas o por una escolta; 3. el hecho de que haya, en la unidad o en el establecimiento, armas portátiles y municiones retiradas a los heridos y a los enfermos, y que todavía no hayan sido entregadas al servicio competente; 4. el hecho de que haya, en la unidad o en el establecimiento, personal y material del servicio veterinario, sin formar parte integrante de ellos; 5. el hecho de que la actividad humanitaria de las unidades y de los establecimientos sanitarios o de su personal se haya extendido a personas civiles heridas o enfermas. |